# 绍塞当坦-拉法耶特站
绍塞当坦-拉法耶特站（法語：Chaussée d'Antin - La Fayette）是巴黎地鐵的車站之一。拉法耶特站開業於1910年11月5日，是巴黎地鐵7號線和巴黎地鐵9號線的匯合車站，9號線部分則開通於1923年6月3日。車站最早的名稱是“绍塞当坦站”，得名于绍塞当坦路，現在的站名中的“拉法耶特”是來自於纪念拉法耶特侯爵的拉法耶特路。老佛爺百貨公司位於拉法耶特站的附近。

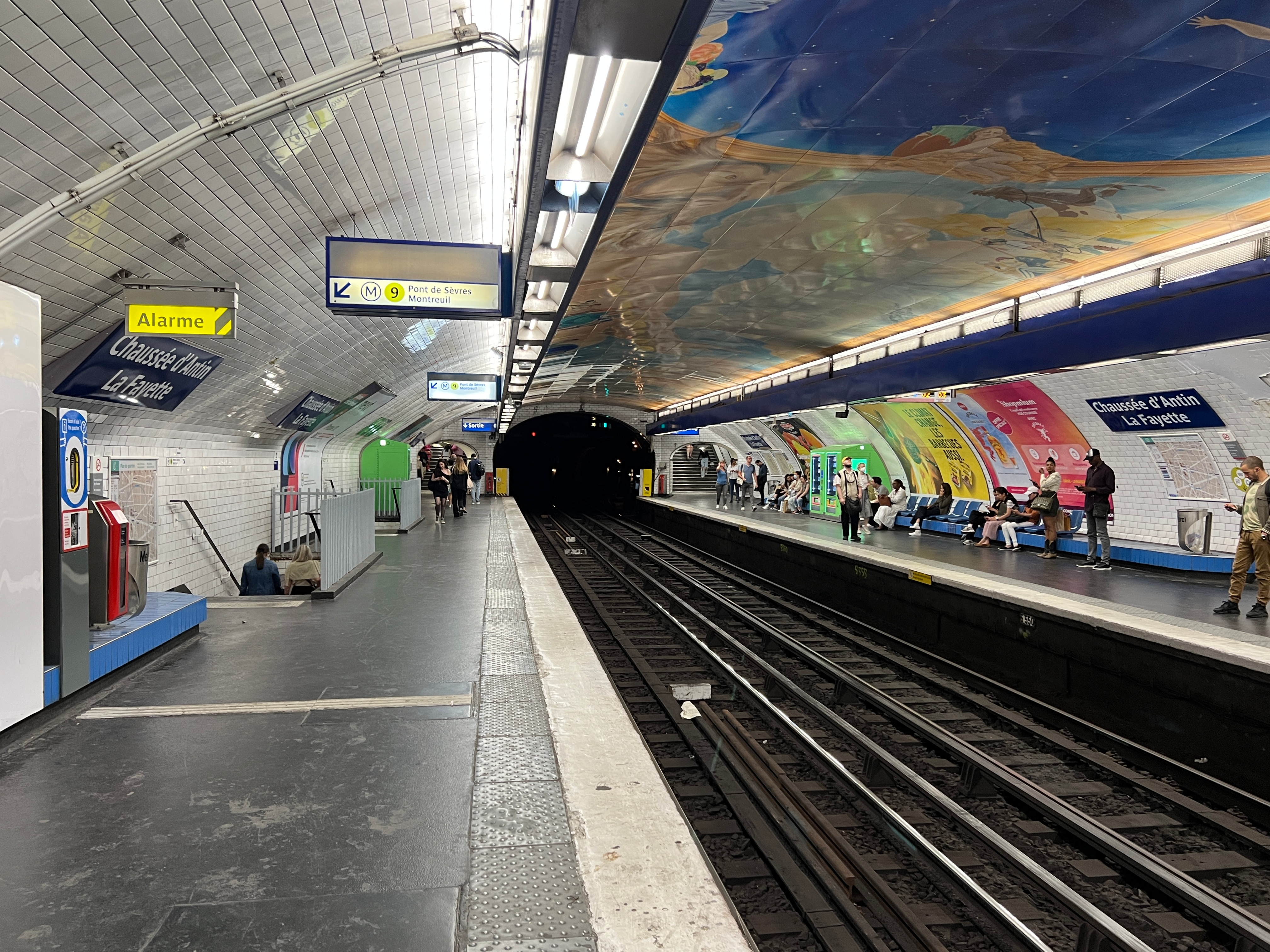
7號線月台（2022年6月）

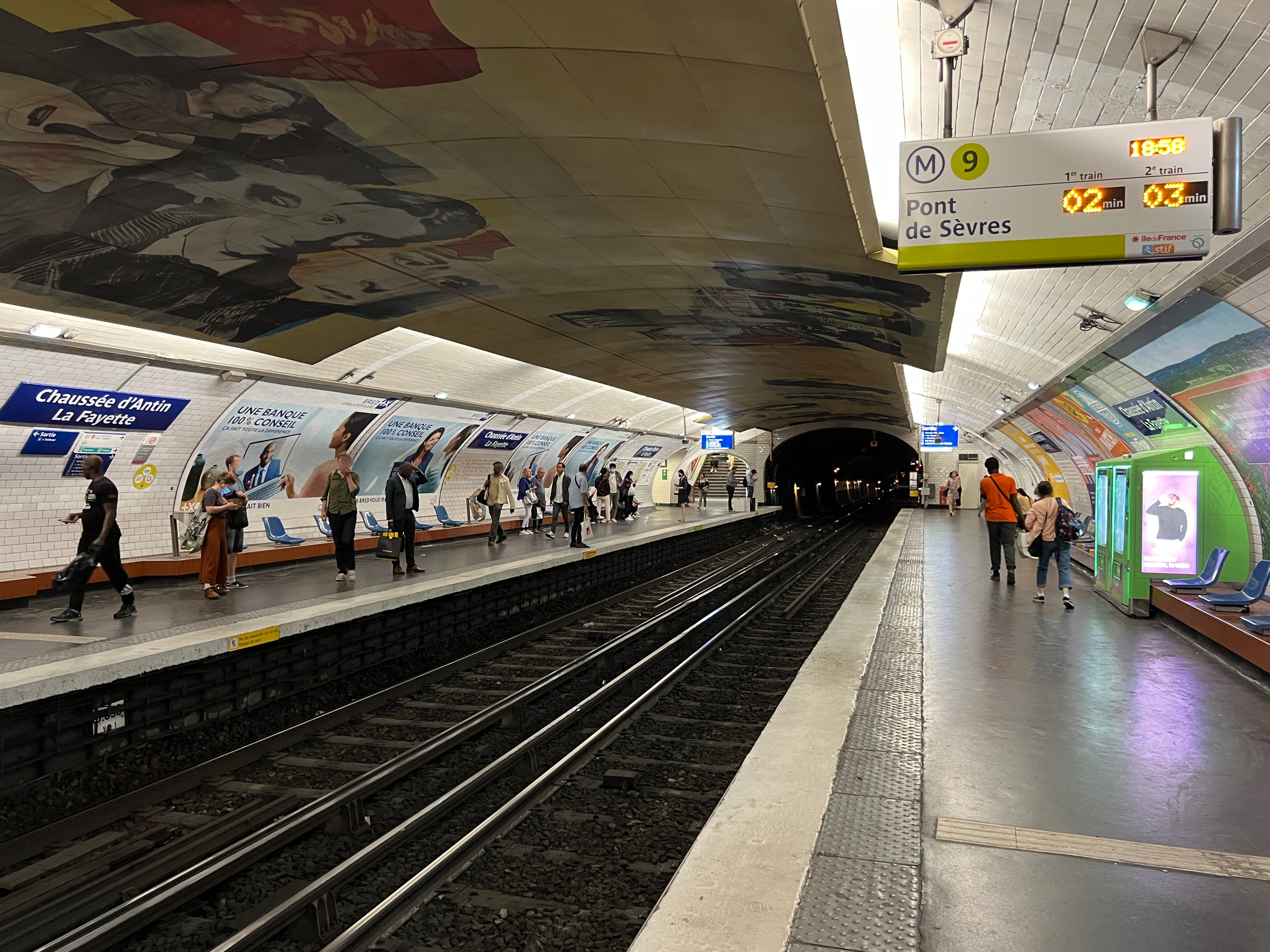
9號線月台（2022年6月）

## 車站結構
| G  | 街道               | 出入口                                      |
| B1 | 夾層               | 閘機                                        |
| B2 | 側式月台，右側開門 | 側式月台，右側開門                          |
| B2 | 南行               | 往猶太城-路易·阿拉貢/伊夫里市政府（歌劇院） |
| B2 | 北行               | 往拉库尔讷沃-1945年5月8日（勒佩勒捷）       |
| B2 | 側式月台，右側開門 |                                             |
| B3 | 側式月台，右側開門 | 側式月台，右側開門                          |
| B3 | 西行               | 往塞夫爾橋（阿弗尔-科马丹）                 |
| B3 | 東行               | 往蒙特勒伊市政府（黎塞留-杜羅）             |
| B3 | 側式月台，右側開門 |                                             |